# Oberstdorf
Oberstdorf település Németországban, azon belül Bajorországban. Az Allgäui-Alpok idegenforgalmi központja.  Lakosainak száma 9773 fő (2023. december 31.). Oberstdorf Warth, Mittelberg, Egg, Sibratsgfäll, Bad Hindelang, Sonthofen, Fischen im Allgäu, Obermaiselstein, Balderschwang, Holzgau és Hinterhornbach községekkel határos.

## Népesség
A település népessége az elmúlt években az alábbi módon változott:
| Lakosok száma | 1749 | 8134 | 11 687 | 9994 | 9580 | 9590 | 9697 | 9695 | 9649 | 9773 |
|               | 1875 | 1950 | 1975   | 1987 | 2012 | 2014 | 2016 | 2017 | 2021 | 2023 |

## Geográfia

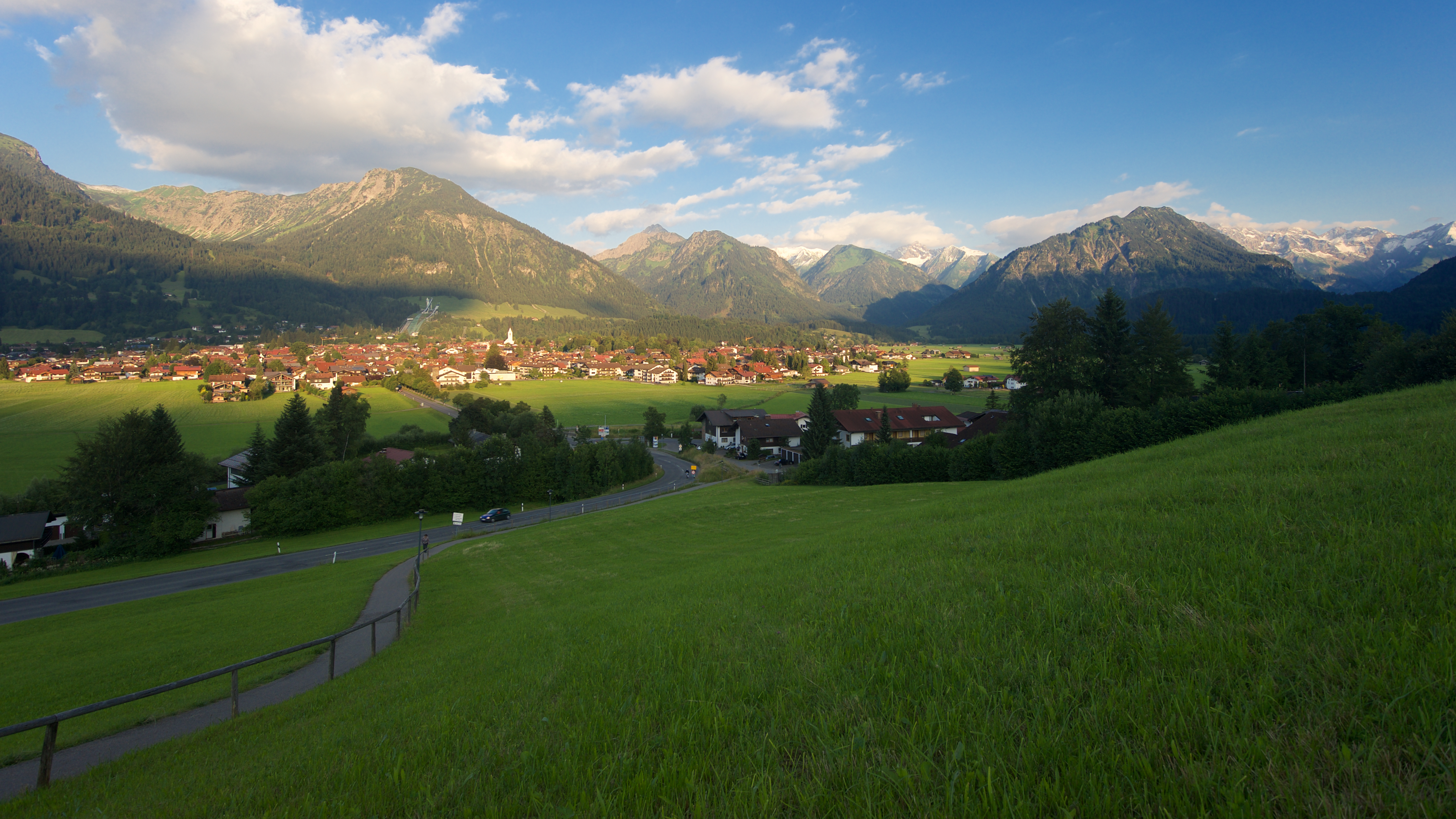
Oberstdorf nyáron

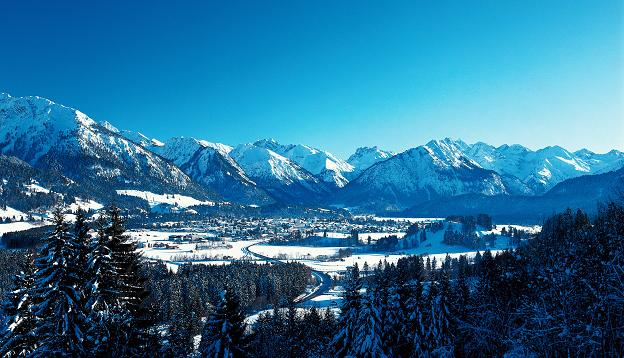
Oberstdorf télen

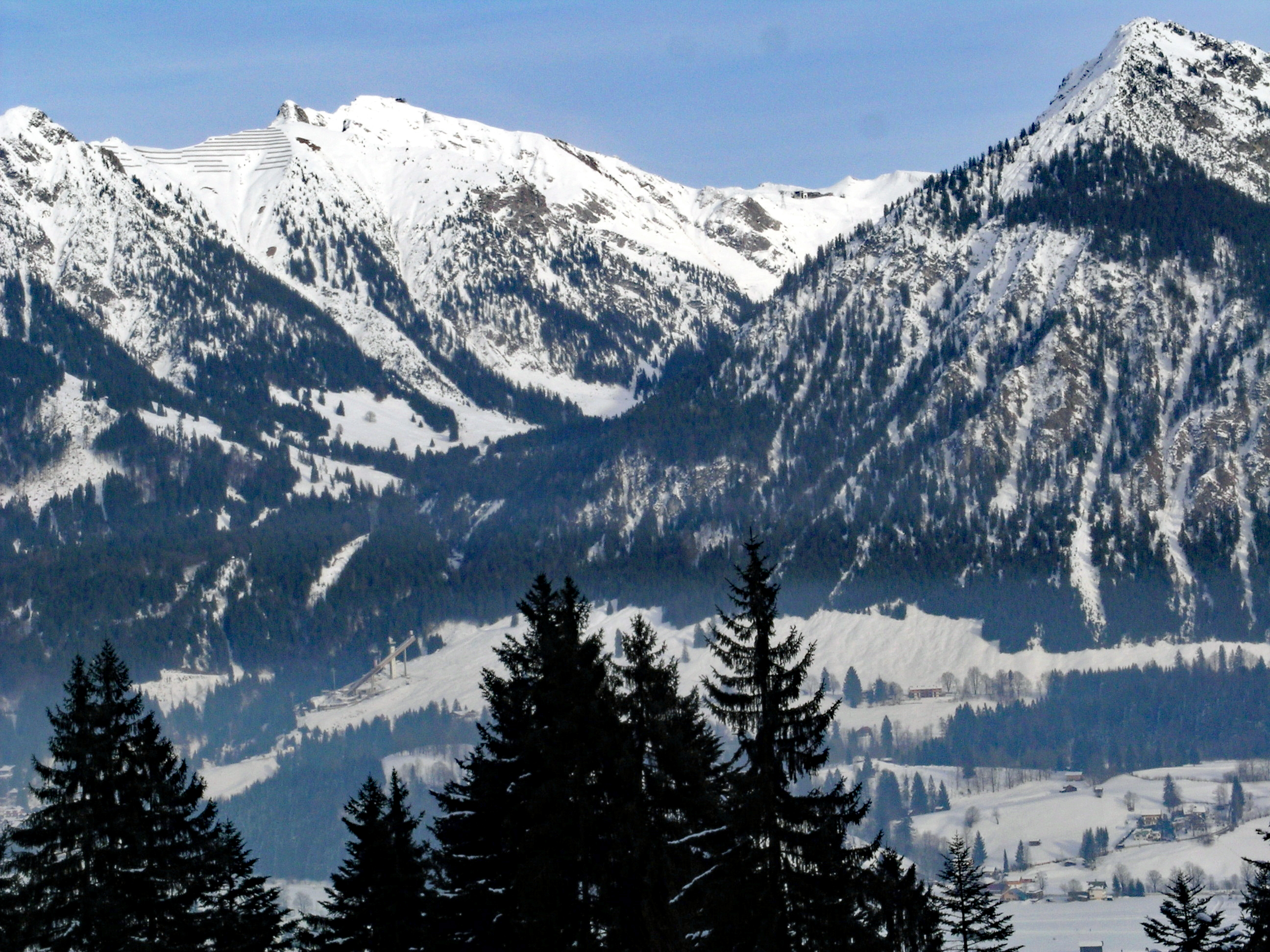
A Nebelhorn

### A település részei
- Oberstdorf
- Kornau
- Reichenbach
- Rubi
- Schöllang
- Tiefenbach

### Völgyek

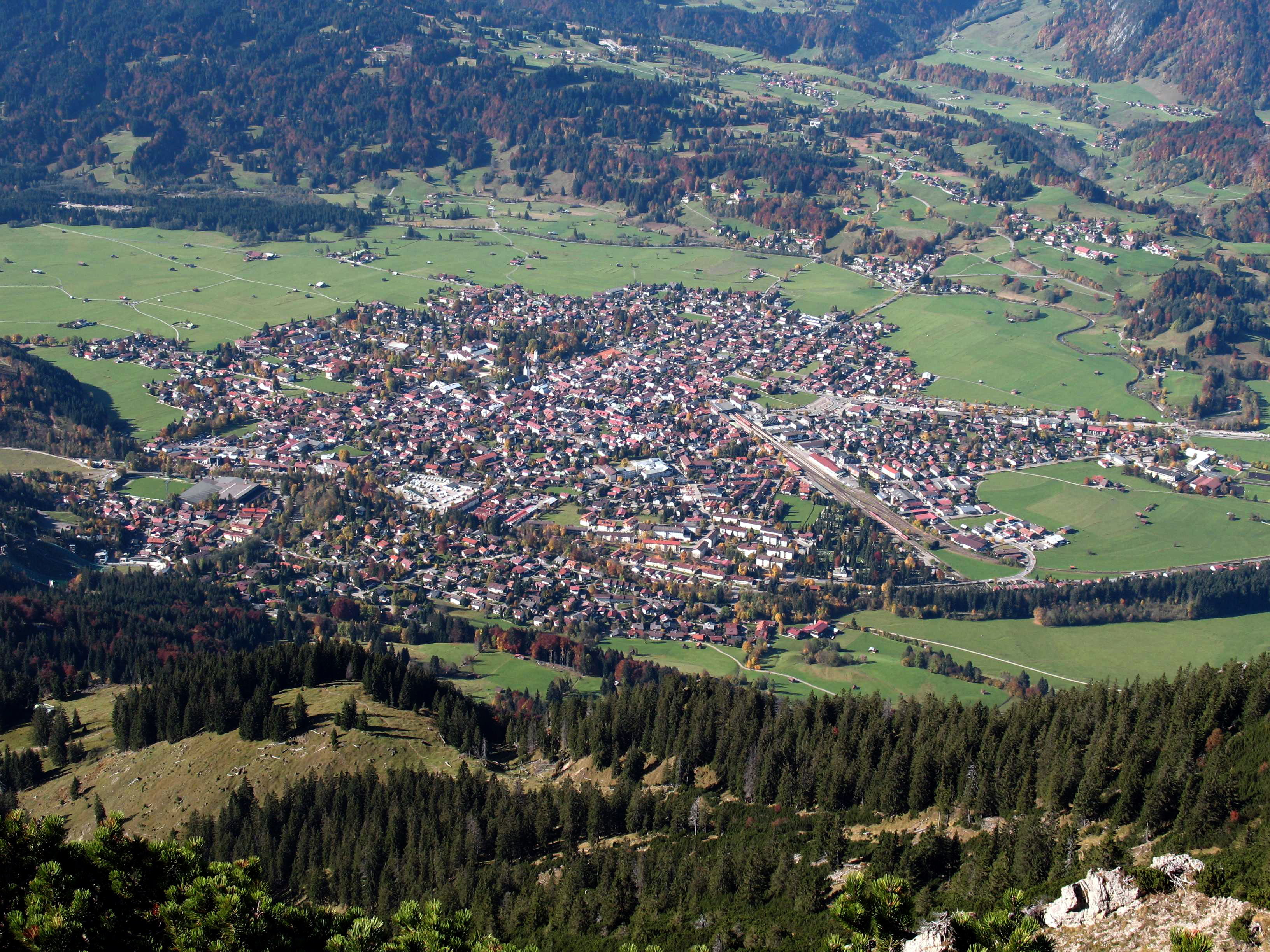
Oberstdorf

- Breitachtal
  - Starzlachtal
- Birgsautal
  - Rappenalptal
  - Warmatsgundtal
- Illertal
- Oytal
- Trettachtal
  - Dietersbachtal
  - Traufbachtal

### Hegyek
- Fellhorn 2 038 m
- Himmelschrofen 1 791 m
- Höfats 2 259 m
- Kratzer 2 427 m
- Großer Krottenkopf 2 656 m
- Mädelegabel 2 645 m
- Nebelhorn 2 224 m
- Rubihorn 1 957 m
- Schattenberg 1 845 m
- Schneck 2 268 m (einzigartige Form)
- Trettachspitze 2 595 m
- Hoher Ifen 2 230 m

### Tavak
- Christlessee
- Engeratsgundsee
- Freibergsee
- Unterer és Oberer Gaisalpsee
- Guggersee
- Hermannskarsee
- Koblatsee
- Laufbichelsee
- Moorweiher
- Rappensee
- Schlappoldsee
- Seealpsee